# 軸索終末

軸索終末における活動。神経細胞Aの軸索終末では、神経細胞Bへシグナルの伝達が行われる。①ミトコンドリア②神経伝達物質を内包するシナプス小胞③自己受容体④神経伝達物質が放出されているシナプス⑤神経伝達物質によって活性化されたシナプス後受容体（シナプス後電位の誘導）⑥カルシウムチャネル⑦小胞のエキソサイトーシス⑧神経伝達物質の再取り込み

軸索終末（じくさくしゅうまつ、英: axon terminal、シナプスボタン（synaptic bouton）、終末ボタン（terminal bouton）、終足（end-foot）とも）は、軸索（神経線維）の先端部に位置する終末分岐（telodendron）の遠位端である。軸索は神経細胞（ニューロン）が投射する長く細い突起であり、活動電位と呼ばれる電気インパルスを神経細胞の細胞体から他の神経細胞、筋細胞、腺へ伝達するための伝導を行う。
神経細胞は互いに連結されて複雑なネットワークを形成しており、電気化学的シグナルと神経伝達物質が用いてある神経細胞から他の神経細胞へのシグナル伝達が行われる。神経細胞間の連結部において、軸索終末と隣接する細胞はシナプスと呼ばれる小さな間隙によって隔てられており、シグナルは神経伝達物質を介して伝達される。シナプスの軸索終末側（細胞）は、「シナプス前」（細胞）と呼ばれることがある。

## 神経インパルスの伝達
神経伝達物質が詰め込まれたシナプス小胞は、シナプス前側の軸索終末膜直下に密集している。軸索終末は、シナプス前細胞の神経伝達物質放出に特化した領域である。神経伝達物質は軸索終末と次の神経細胞の樹状突起との間のシナプス間隙と呼ばれる隙間へ放出され、シナプス後細胞の樹状突起の受容体を介して情報が受け取られる。神経細胞は互いに接触しているわけではないが、このようにシナプスを介して情報伝達を行うことができる。
神経伝達物質が詰め込まれるシナプス小胞は神経細胞内で形成され、軸索に沿って終末まで移動し、そこで膜にドッキングする。その後、カルシウムイオンによって引き起こされる生化学カスケードによって、小胞はシナプス前細胞膜と融合し、内容物がシナプス間隙へ放出される。この一連のイベントはカルシウムの流入後180 μs以内に生じる。より具体的には、カルシウムイオンが結合することでシナプス小胞タンパク質の動きが引き起こされ、その結果、小胞膜と細胞膜が融合した融合孔が形成され、シナプス間隙への神経伝達物質の放出が可能となる。軸索終末で生じるこの過程はエキソサイトーシスであり、細胞が分泌物を放出するために用いる機構である。こうした膜結合型小胞は細胞外環境へ分泌される可溶性物質の他にも、膜タンパク質や脂質を含んでおり、これらは細胞膜の構成要素となる。神経細胞の化学シナプスにおけるエンドサイトーシスはカルシウムイオンによって開始され、神経間でシグナルを伝達する機能を果たす。
カルシウムの結合によって蛍光特性が変化する色素を用いて脳内のシナプス活性を可視化する手法が開発されており、蛍光顕微鏡を用いてカルシウム濃度の変化、すなわちシナプス前細胞におけるカルシウムの流入を検出することができる。

## 関連文献
- “Differential autoreceptor control of somatodendritic and axon terminal dopamine release in substantia nigra, ventral tegmental area, and striatum”. The Journal of Neuroscience 17 (15):  5738–46. (August 1997). doi:10.1523/JNEUROSCI.17-15-05738.1997. PMC 6573186. PMID 9221772.
- “Localisation of the GABA(C) receptors at the axon terminal of the rod bipolar cells of the mouse retina”. Neuroscience Research 35 (1):  1–7. (October 1999). doi:10.1016/S0168-0102(99)00050-4. PMID 10555158.
- “Neurochemical and morphological consequences of axon terminal degeneration in cerebellar deep nuclei of mice with inherited Purkinje cell degeneration”. Brain Research 168 (1):  75–95. (May 1979). doi:10.1016/0006-8993(79)90129-X. PMID 455087.
- “The axon terminal of goldfish retinal horizontal cells: a low membrane conductance measured in solitary preparations and its implication to the signal conduction from the soma”. Journal of Neurophysiology 59 (2):  482–94. (February 1988). doi:10.1152/jn.1988.59.2.482. PMID 3351572.
- “LTP promotes formation of multiple spine synapses between a single axon terminal and a dendrite”. Nature 402 (6760):  421–5. (November 1999). Bibcode: 1999Natur.402..421T. doi:10.1038/46574. PMID 10586883.